# 44e parallèle sud
Pour les articles homonymes, voir 44e parallèle.
En géographie, le 44e parallèle sud est le parallèle joignant les points de la surface de la Terre dont la latitude est égale à 44° sud.

## Géographie

### Dimensions
Dans le système géodésique WGS 84, au niveau de 44° de latitude sud, un degré de longitude équivaut à 80,206 km ; la longueur totale du parallèle est donc de 28 874 km, soit environ 72 % de celle de l'équateur. Il en est distant de 4 874 km et du pôle Sud de 5 128 km,.

### Régions traversées
Le 44e parallèle sud passe au-dessus des océans sur environ 97 % de sa longueur.  Les exceptions sont le sud de l'Amérique du Sud (région Aisén del General Carlos Ibáñez del Campo au Chili et province de Chubut en Argentine), l'île du Sud en Nouvelle-Zélande et l'île Chatham.
Le tableau ci-dessous résume les différentes zones traversées par le parallèle, d'ouest en est :
| Zone                                               | Début                 | Fin                   | Longueur (km) |
| -------------------------------------------------- | --------------------- | --------------------- | ------------- |
| Océans Atlantique, Indien et Pacifique             | 44° 00′ S, 65° 15′ O  | 44° 00′ S, 168° 23′ E | 18 739        |
| Nouvelle-Zélande (île du Sud)                      | 44° 00′ S, 168° 23′ E | 44° 00′ S, 171° 56′ E | 285           |
| Océan Pacifique                                    | 44° 00′ S, 171° 56′ E | 44° 00′ S, 176° 41′ O | 913           |
| Île Chatham                                        | 44° 00′ S, 176° 41′ O | 44° 00′ S, 176° 24′ O | 23            |
| Océan Pacifique                                    | 44° 00′ S, 176° 24′ O | 44° 00′ S, 73° 45′ O  | 8 233         |
| Archipel des Guaitecas (plusieurs îles et chenaux) | 44° 00′ S, 73° 45′ O  | 44° 00′ S, 73° 37′ O  | 11            |
| Océan Pacifique                                    | 44° 00′ S, 73° 37′ O  | 44° 00′ S, 73° 08′ O  | 39            |
| Amérique du Sud                                    | 44° 00′ S, 73° 08′ O  | 44° 00′ S, 65° 15′ O  | 632           |

## Villes
Les principales villes situées à moins d'un demi-degré de part et d'autre du parallèle sont :
- Nouvelle-Zélande : Christchurch